# Wyspa Rosyjska

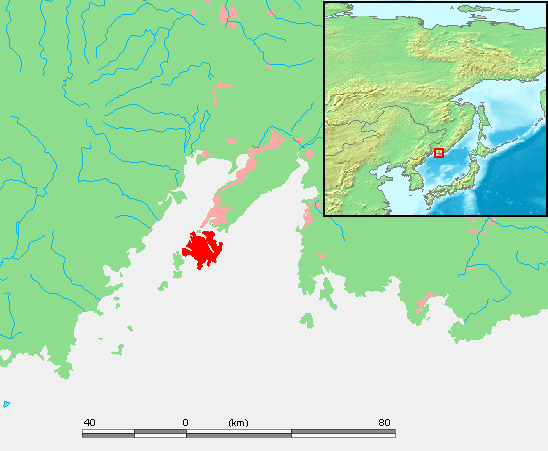
Położenie na mapie Rosji

Wyspa Rosyjska (ros. Русский остров) – wyspa o powierzchni 97,6 km² w Zatoce Piotra Wielkiego, należąca do Archipelagu Cesarzowej Eugenii, w pobliżu Władywostoku. Od stałego lądu (Półwysep Murawiowa-Amurskiego) oddziela ją cieśnina Wschodni Bosfor. Pozostałe wyspy należące do archipelagu rozciągają się na południowy zachód od Wyspy Rosyjskiej.
W lipcu 2012 roku nad Wschodnim Bosforem otwarto most wantowy, jeden z mostów o najdłuższym przęśle (1104 m), łączący Wyspę Rosyjską ze stałym lądem.